# Guillem Lluís de Kirchberg
Guillem Lluís de Kirchberg va néixer a Hachenburg (Alemanya) el 30 de març de 1709 i va morir a la mateixa ciutat el 18 de febrer de 1751. Era un noble alemany fill de Jordi Frederic de Kirchberg (1683-1749) i de Sofia Amàlia de Nassau-Ottweiler
(1688-1753).

## Matrimoni i fills
El 19 de juny de 1744 es va casar a Dhaun amb Lluïsa de Salm-Dhaun (1721-1791), filla del vescomte Carles de Salm-Dhaun (1675-1733) i de Lluïsa de Nassau-Ottweiler (1686-1773). D'aquest matrimoni en nasqueren:
- Carles Frederic (1746- ?).
- Guillem Jordi de Kirchberg (1751-1777), casat amb Isabel Augusta de Reuss Greiz (1752-1824)